# Pachyanthus oleifolius
Pachyanthus oleifolius är en tvåhjärtbladig växtart som beskrevs av August Heinrich Rudolf Grisebach. Pachyanthus oleifolius ingår i släktet Pachyanthus och familjen Melastomataceae. Inga underarter finns listade i Catalogue of Life.